# Audincthun
Audincthun là một xã của tỉnh Pas-de-Calais, thuộc vùng Hauts-de-France, miền đông nước Pháp.

## Dân số
| 1962                                                | 1968 | 1975 | 1982 | 1990 | 1999 |
| --------------------------------------------------- | ---- | ---- | ---- | ---- | ---- |
| 543                                                 | 555  | 543  | 563  | 578  | 574  |
| Số liệu điều tra từ năm 1962, dân số chỉ tính 1 lần |      |      |      |      |      |